# Ruda Kameralna
Ruda Kameralna – wieś w Polsce, położona w województwie małopolskim, w powiecie tarnowskim, w gminie Zakliczyn. W latach 1975–1998 miejscowość administracyjnie należała do województwa tarnowskiego. Wioska tematyczna pod nazwą "Ruda Kameralna – wioska pozytywnie zakręcona".

## Integralne części wsi
| SIMC    | Nazwa       | Rodzaj    |
| ------- | ----------- | --------- |
| 0837057 | Buniarczyki | część wsi |
| 0837063 | Dąbrowy     | część wsi |
| 0837070 | Dział       | część wsi |
| 0997016 | Gałkówka    | część wsi |
| 0837086 | Górzany     | część wsi |
| 0837092 | Pachotówka  | część wsi |
| 0837100 | Poddębina   | część wsi |
| 0997022 | Więciorki   | część wsi |
| 0837117 | Zaskarpie   | część wsi |

## Historia
W 1372 Paszko z Brzany zezwolił braciom Filipowi i Błażejowi z Tworkowej na założenie wsi Ruda Kameralna, nad potokiem Świdnikiem. Eksploatowano tam rudę żelaza, co zostało potwierdzone podczas odwiertów w latach siedemdziesiątych XX wieku. Wytapiano też surówkę w dymarkach, a następnie ją przekuwano. Wykorzystywano przy tym kuźnice wodne.
23 lipca 2001 doszło do powodzi po ulewach, w wyniki której potok Rudzanka zniszczył drogi, domy oraz zabudowania gospodarskie. Wymusiło to ewakuację ludności.

## Etymologia nazwy
Pierwszy człon nazwy prawdopodobnie pochodzi od rudy żelaza.

## Turystyka
Przez miejscowość przebiega zielony szlak PPTK zwany "Wielką Pętlą Południową" i prowadzący z Czchowa do Gromnika.

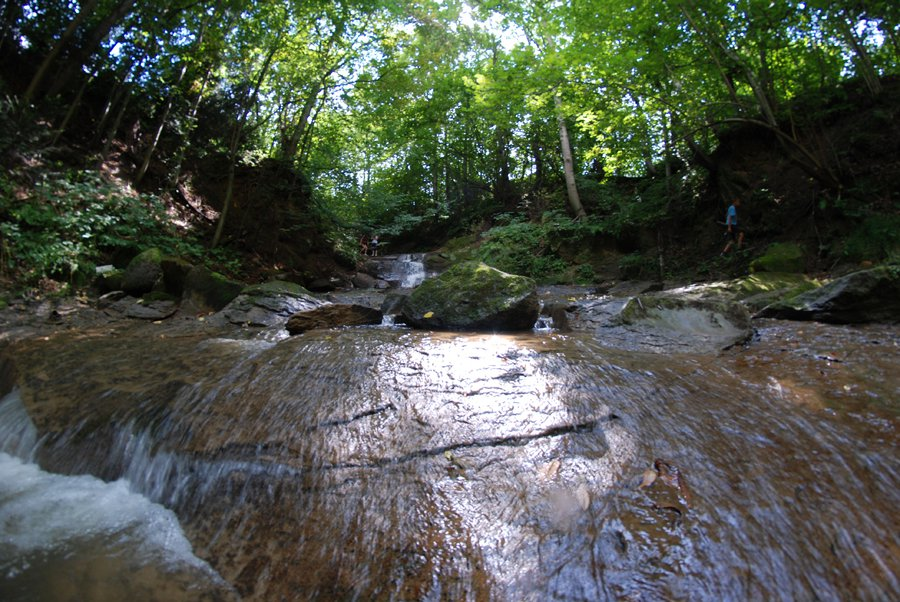
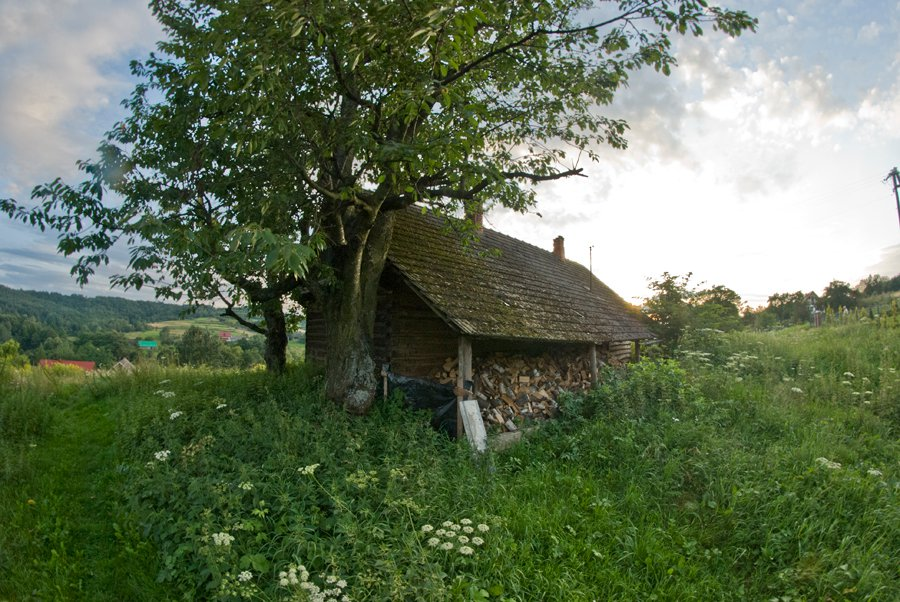
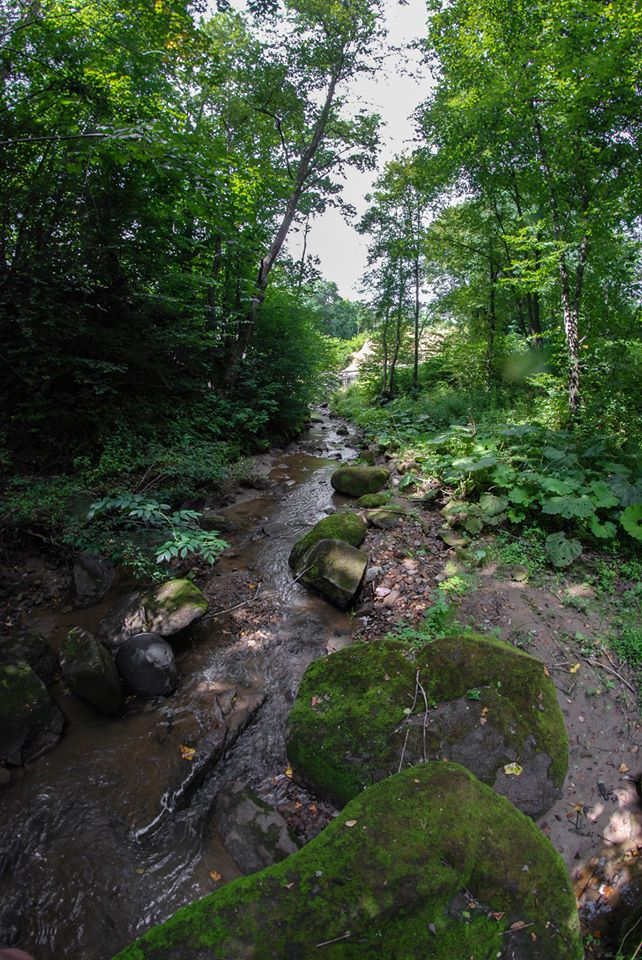
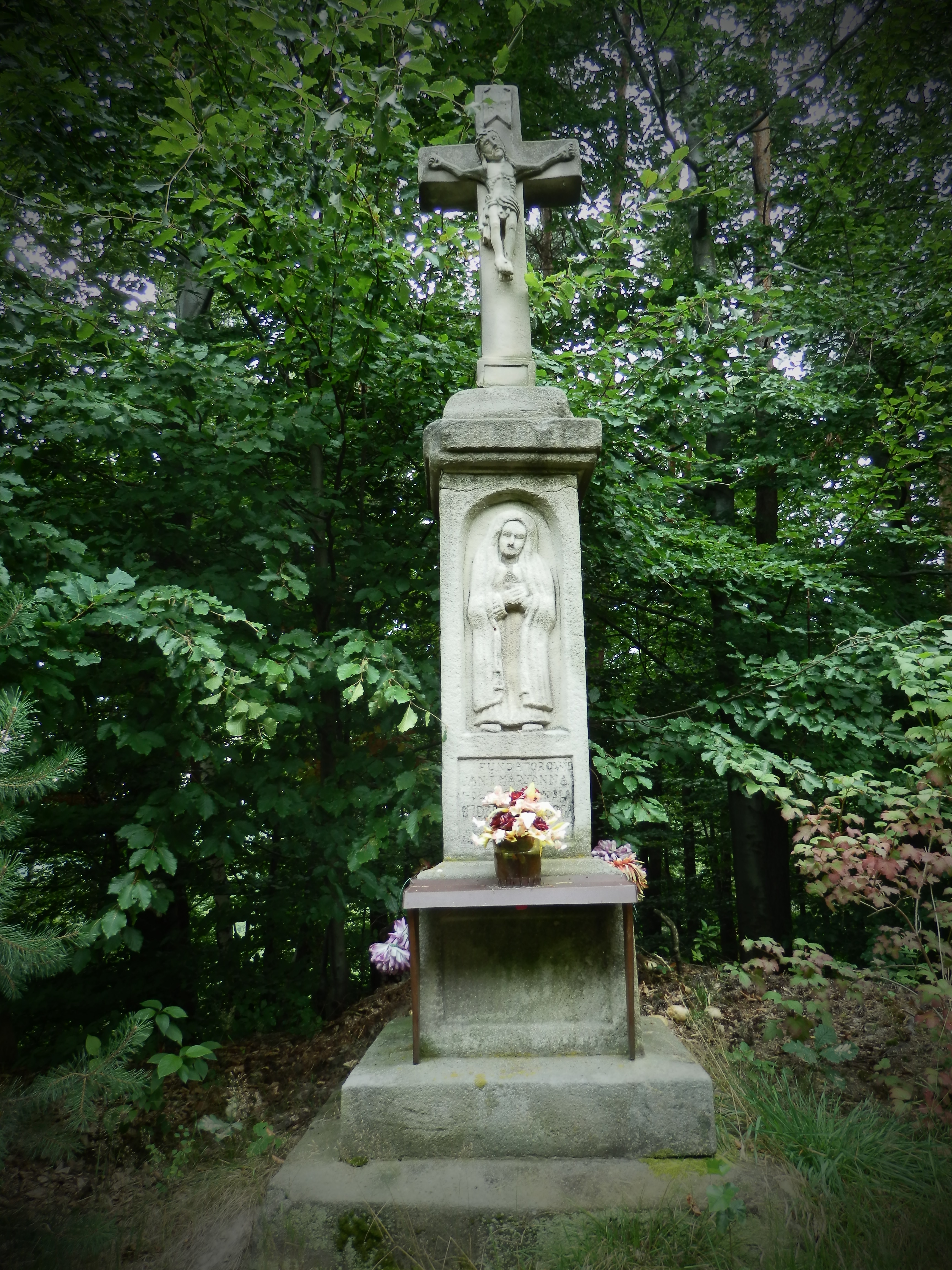

Głównym zabytkiem Rudy jest kaplica pw. św. Trójcy, która została zbudowana w 1864. W 1971 zniszczył ją pożar, lecz została odbudowana. Wykonano też wówczas trzy ołtarze.
We wsi znajdują się też dwie XIX-wieczne kamienne zabytkowe kapliczki: 
- Na planie kwadratu z trójkątnym dachem i ludową rzeźbą ukrzyżowanego Chrystusa.
- W kształcie słupa, szerszego w górnej części z figurkami Maryi z porcelany i aniołkiem (obecnie nieistniejąca)